# Cyrtopogon cymbalista
Cyrtopogon cymbalista är en tvåvingeart som beskrevs av Osten Sacken 1877. Cyrtopogon cymbalista ingår i släktet Cyrtopogon och familjen rovflugor. Inga underarter finns listade i Catalogue of Life.